# Ленки
Ленки (лат. Brachymystax, от др.-греч. βρᾰχύς μύσταξ «короткая верхняя губа») — род пресноводных лучепёрых рыб семейства лососёвых (Salmonidae).

## Систематика и виды
Первоначально род содержал один вид Brachymystax lenok, описанный П. Палласом в 1773 году, с двумя ярко выраженными формами — остромордой и тупомордой.
Позже таксономия была пересмотрена, и формы были выделены в отдельные виды:
- Brachymystax lenok (Pallas, 1773) — ленок; остромордый
- Brachymystax savinovi Mitrofanov[каз.], 1959 — ускуч; тупомордый
- Brachymystax tumensis Mori, 1930
- Brachymystax tsinlingensis Li, 1966

Существует ещё пучеглазый ленок, который обитает в бассейне рек Амура (оз. Сулук, оз. Корбохон)

## Описание
Распространена в реках и горных озёрах Сибири и Дальнего Востока, Китая, Монголии, а также в Северной Корее, западнее Урала не встречается.
Предпочитает быстрые холодные реки, главным образом их верховья. Держится небольшими стайками, крупные — в одиночку.
Достигает длины около 70 см и массы 6 кг. Темп роста невысокий.
По форме тела ленок похож на сигов. Тело брусковатое, прогонистое, рот маленький с небольшими острыми зубами, чешуя мелкая, плотная. Окраска тела зависит от условий обитания, тёмно-бурое, на спине и боках с обилием тёмных округлых пятнышек и золотистым налётом, светлое в брюшной части, в нерестовую пору на боках выступают красные пятна, верхний, жировой и хвостовой плавники в пятнышках. Ленок, обитающий на перекатах, имеет серебристую окраску с тёмно-серой спинкой, плавники с желтоватым отливом.
Половой зрелости ленок достигает на пятом — восьмом году жизни при длине 38 см и массе 600—800 г. Самки обычно созревают на год позже самцов. Нерест происходит в мае — июне, на глубине 0,5—1,5 м. Диаметр икры 4—4,5 мм, масса 50—60 мг. Продолжительность жизни ленка обычно не превышает 15 лет.
Хищная рыба. Молодь ленка в раннем возрасте питается зоопланктоном, по мере роста переходит на потребление донных организмов — личинок насекомых (личинки веснянок, подёнок, ручейников, стрекоз, кузнечиков и других насекомых, гаммариды, водоросли), бокоплавов, мелких моллюсков, дождевых червей, икру и молодь других видов рыб (гольян, пескарь, елец, подкаменщик, окунь и хариус). Крупные ленки иногда заглатывают мышей, землероек, лягушек. Питается ленок в любое время суток, особенно активно утром и вечером.

## В литературе
П. Л. Драверт написал стихи экспедиции в Саяны и ловле рыбы «Ленок», опубликованы в 1944 году в Омске. В. П. Астафьев описал процесс ловли ленка в повести «Царь-рыба».